# National Taiwan University System
Das National Taiwan University System (NTUS; chinesisch 國立臺灣大學系統) ist eine Universitätsallianz in Taiwan.
Das NTUS wurde 2016 gegründet. Die drei Universitäten befinden sich alle in Taipeh, der Hauptstadt Taiwans. Der Zusammenschluss wurde gegründet um die Auswirkungen der Geburtenrückgangs zu kompensieren und gemeinsam Studenten zu rekrutieren.

## Mitglieder
Das NTUS zählte drei Mitglieder:
- Nationaluniversität Taiwan[2]
- National Taiwan University of Science and Technology
- National Taiwan Normal University (Staatliche Pädagogische Universität Taiwan)